# Josef Pühringer

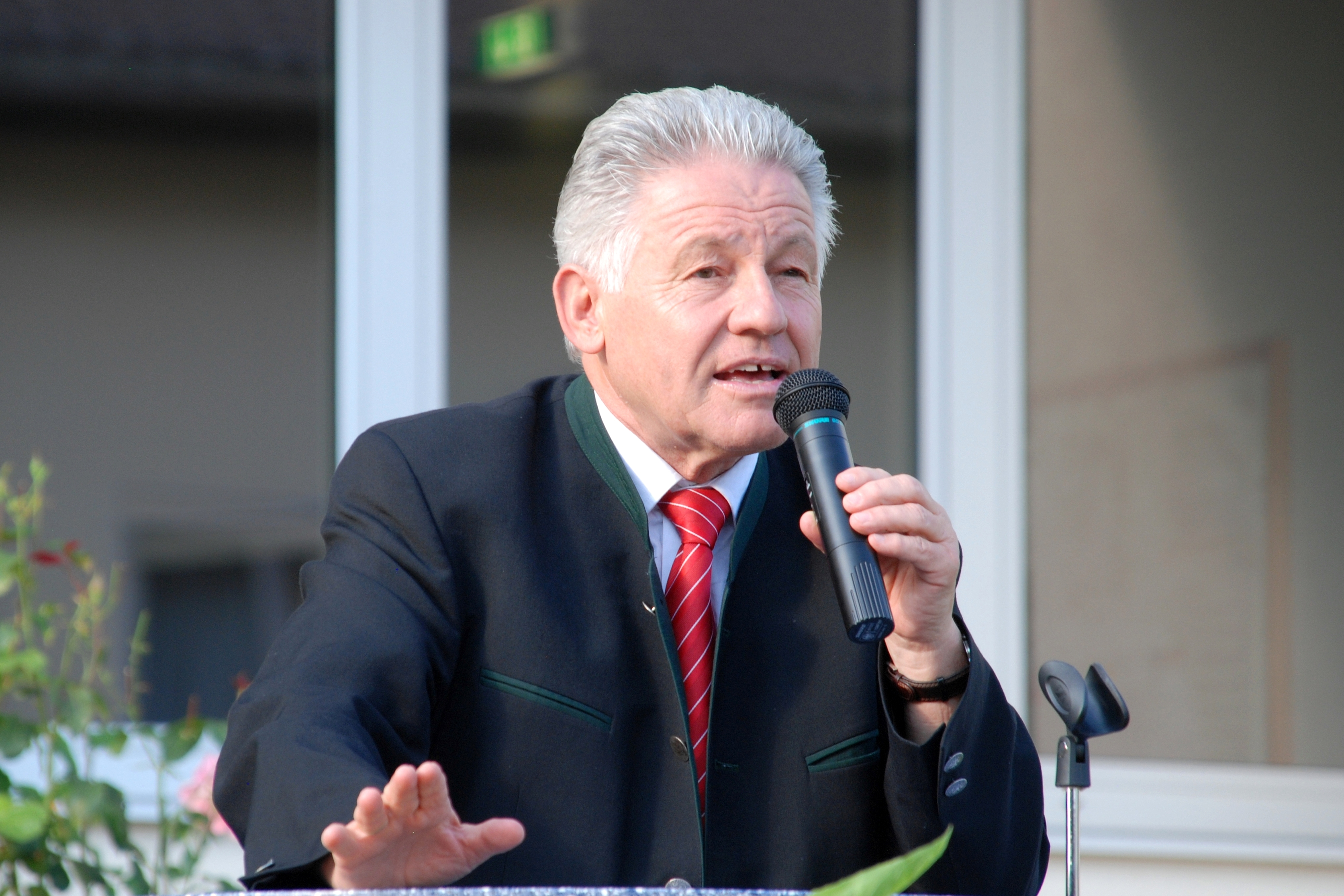
Josef Pühringer (2009)

Josef Pühringer ([ˈjoːzɛf ˈpyʀɪŋɐ]ⓘ) (Traun, 30 oktober 1949) is een Oostenrijks jurist en politicus van de ÖVP. Tussen 1995 en 2017 was hij Landeshauptmann (gouverneur) van de deelstaat Opper-Oostenrijk. In die periode was hij ook de voorzitter van de OÖVP, de lokale ÖVP-afdeling van Opper-Oostenrijk.
Johann Nepomuk Hauser (1908-1927) · Josef Schlegel (1927-1934) · Heinrich Gleissner (1934-1938) · August Eigruber (1934-1945) · Adolf Eigl (1945) · Heinrich Gleissner (1945-1971) · Erwin Wenzl (1971-1977) · Josef Ratzenböck (1977-1995) · Josef Pühringer (1995-2017) · Thomas Stelzer (2017-)
- Gemeinsame Normdatei: 122075781
- International Standard Name Identifier: 0000 0000 7865 243X
- Library of Congress Control Number: nb2004016704
- Nationale Bibliotheek van Tsjechië: xx0061579
- Virtual International Authority File: 40251544
- WorldCat: E39PBJbWxphDgBkTVx9xBwdbBP